# Terry Riley

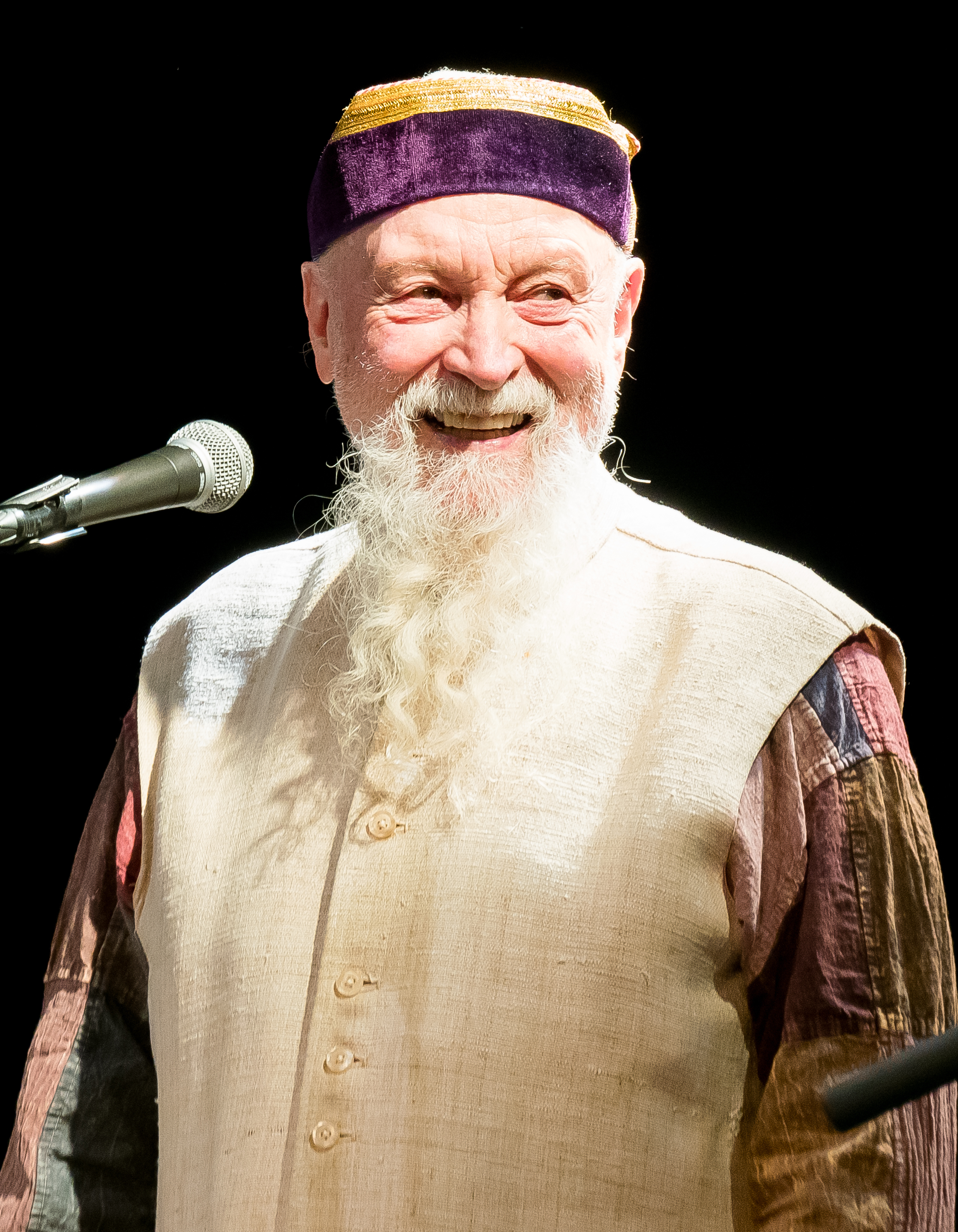
Terry Riley (2017)

Terrence „Terry“ Mitchell Riley (* 24. Juni 1935 in Colfax, Kalifornien) ist ein US-amerikanischer Komponist und Pianist. Er trug mit seinen aus der asiatischen und afrikanischen Trancemusik adaptierten „mikropolyphonen“ Strukturen zur „Erfindung“ der Minimal Music bei und gehört zu deren populärsten Vertretern. Gegen Mitte der 1960er Jahre führte er die auf rhythmischen Modellen beruhende Kompositionstechnik der Pattern-Music in die Minimal Music ein.

## Leben und Wirken
Riley trat als Pianist und Improvisator seit Mitte der 1950er Jahre auf. Er studierte Musik am Shasta College, der San Francisco State University und am San Francisco Conservatory, bevor er 1961 sein Masterstudium in Komposition an der University of California, Berkeley bei Seymour Shifrin und Robert Erickson absolvierte. Er war in die Tätigkeiten des San Francisco Tape Music Center involviert, wo er mit Morton Subotnick, Steve Reich, Pauline Oliveros und Ramon Sender in Berührung kam. Weiterhin studierte er indischen Gesang bei Pran Nath; er machte mehrere Reisen nach Indien, wo er die Begleitung auf den Tablas und der Tanpura lernte. Seit 1971 lehrte er viele Jahre am Mills College klassische indische Musik.

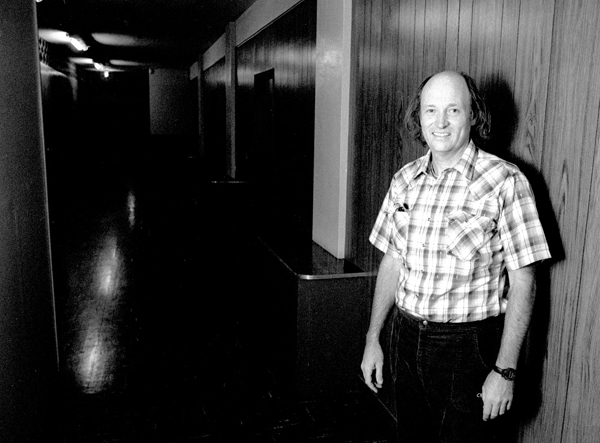
Terry Riley in der Great American Music Hall, San Francisco (1985)

In den frühen 1960er Jahren spielte er zunächst Soloauftritte auf der Orgel, die die ganze Nacht bis zum Sonnenaufgang andauerten. Als einer der ersten Komponisten arbeitete er bereits 1963, während der Aufnahmen für Music for the Gift in Paris, mit Loops und Zeitverzögerungen auf der Basis einer Anordnung, die von einem unbekannten Toningenieur entwickelt wurde, der für Riley tätig war. Terry Riley nannte diesen Vorläufer späterer Echogeräte Time Lag Accumulator. Später wurde eine gleichartige Anordnung von Robert Fripp unter dem Namen Frippertronics bekannt. Es handelt sich um zwei Revox-Bandmaschinen, bei denen der räumliche Abstand der Maschinen zueinander die Länge der Tonbandschleife und somit die zeitliche Verzögerung bestimmt.
Sein Werk umfasst Kompositionen für Kammerensemble, für Großformationen und für Ensembles der Rockmusik und der improvisierten Musik. Von seinem Werk In C, das 1964 in San Francisco uraufgeführt wurde, wurden viele unterschiedliche Versionen auf Tonträger eingespielt. Auch verfasste Riley Filmmusiken, beispielsweise für Sandy Whitelaws Thriller Life Span oder Alain Tanners Spielfilm No Man’s Land (1985).
Als renommierter Pianist, Sänger und Improvisator trat Riley auch weltweit als Solokünstler auf. Im Laufe seiner Karriere arbeitete er zudem mit unterschiedlichsten Künstlern wie La Monte Young, Don Cherry/Karl Berger (Live in Köln February 23, 1975), John Cale (Church of Anthrax), Krishna Bhatt, Stefano Scodanibbio oder Bruce Conner zusammen. Riley wurde vielfach ausgezeichnet, z. B. für seine Werke für das Kronos Quartet, für welches er 15 Werke schrieb, darunter dreizehn Streichquartette und The Sands, ein Konzert für Streicherquartett und Orchester.
A Rainbow in Curved Air inspirierte Pete Townshend von der Band The Who zu seinen Synthesizer-Einführungen bei den Liedern Won’t Get Fooled Again und Baba O’Riley wobei der Titel als Würdigung an Riley und an Meher Baba zu verstehen ist. Zudem benannte sich die Band Curved Air nach der Komposition.
Riley erhielt 2007 die Ehrendoktorwürde der Chapman University. 2020 wurde er in die American Academy of Arts and Letters gewählt.

## Privates
Terry Riley lebte ab 1975 in der Nähe von Nevada City, Kalifornien, in der Kleinstadt North San Juan auf der „Sri Moonshine Ranch“., seit 2020 lebt er in Japan. Er ist der Vater des Gitarristen Gyan Riley.

## Diskografie (Auswahl)
- In C (zahlreiche Einspielungen)
- A Rainbow in Curved Air / Poppy Nogood and the Phantom band (CBS)
- Church of Anthrax mit John Cale (Columbia)
- No Man’s Land (Plainisphare)
- The Persian Surgery Dervishes (Shandar)
- Shri Camel (CBS)
- Descending Moonshine Dervishes (Kukuck)
- The Harp of New Albion (Celestial Harmonies) (in reiner Stimmung)
- Salome Dances for Peace – Kronos Quartet (Nonesuch Records)
- Chanting the Light of Foresight – Rova Saxophone Quartet (New Albion) (in reiner Stimmung)
- Assassin Reveries- ARTE Quartett (New World Records)
- Looking for Mushrooms
- Music for The Gift (Cortical Foundation)
- Autodreamographical Tales (Tzadik 2010)
- Aleph (Tzadik 2010)
- Keyboard Studies mit John Tilbury (unveröffentlichtes Material aus den Jahren 1964/65, Another Timbre 2023)